# Ховиллер, Хельмут
Хельмут Ховиллер (нем. Helmut Howiller; 27 июня 1943, Dzietrzkowice, Лодзинское воеводство — 3 мая 2024, Вартеланд) — немецкий дзюдоист, чемпион и призёр чемпионатов ГДР и Европы, призёр чемпионата мира, участник летних Олимпийских игр 1972 года в Мюнхене.

## Карьера
Выступал в полутяжёлой (до 93 кг) и абсолютной весовых категориях. Чемпион (1964—1967, 1970—1972 годы) и бронзовый призёр (1971) чемпионатов ГДР. Победитель и призёр международных турниров. Чемпион (1971), серебряный (1968) и бронзовый (1963, 1964) призёр чемпионатов Европы. Бронзовый призёр чемпионата мира 1971 года в Людвигсхафене.
На летних Олимпийских играх 1972 года в Мюнхене Ховиллер выступал в полутяжёлом весе. В первой схватке он проиграл представителю ФРГ Полу Барту. В утешительной серии он победил поляка Влодзимежа Левина, канадца Терри Фарнсворта, но уступил бразильцу Тиаки Исии и в итоге занял 5-е место.
Умер 3 мая 2024 года в возрасте 80 лет.